# Adaptación literaria

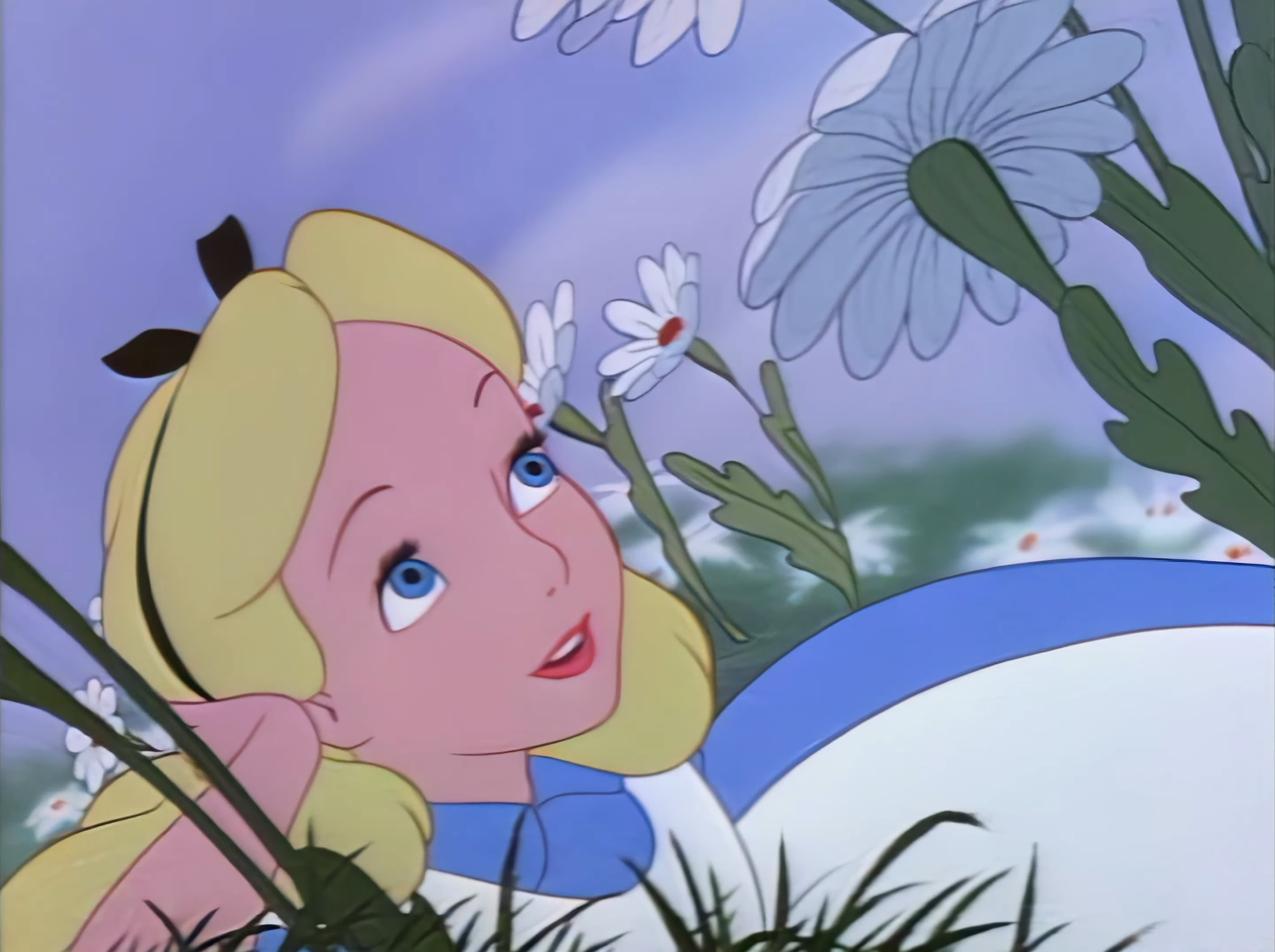
Disney Alice 1951

La adaptación literaria consiste en adaptar una fuente literaria (p.e. una novela, una historia breve, un poema) a otro género o medio, tales como el cine, el teatro o los videojuegos. También puede tratarse de la adaptación del trabajo literario al mismo medio o género, para diferentes propósitos.

## Adaptación de películas

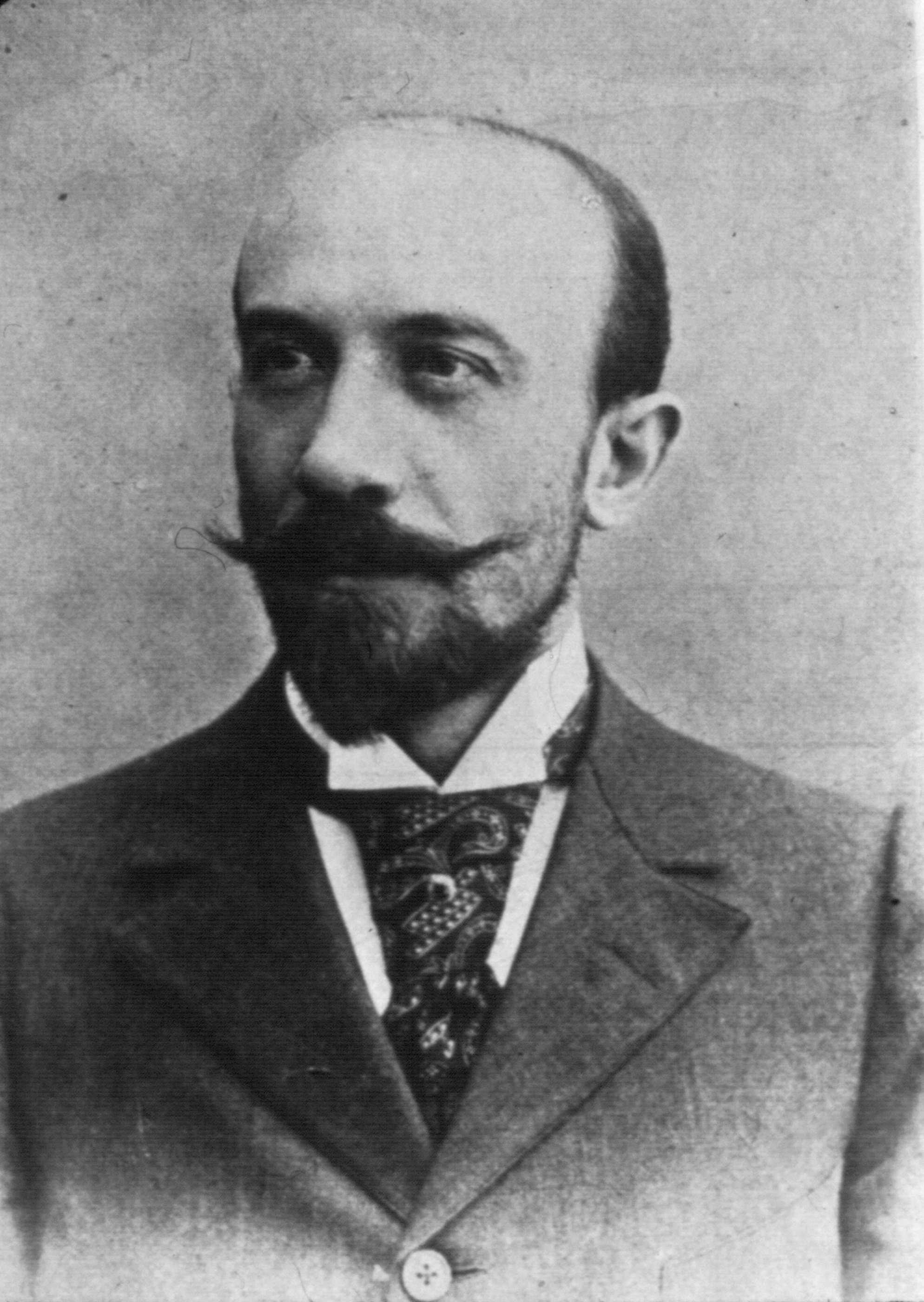
Georges Mélièes (1861-1938), cineasta y director de fotografía francés

Las obras literarias han sido adaptadas al cine ya desde el inicio de esta industria. Algunos de los primeros ejemplos nos llegan del trabajo de George Méliès, que fue pionero en muchas técnicas cinematográficas. En 1899 estrenó dos adaptaciones: La Cenicienta basada en la historia del mismo nombre de los hermanos Grimm y King John, la primera película que se conoce basada en las obras de Shakespeare. El film de 1900 Sherlock Holmes Baffled, dirigido por Arthur Marvin, mostraba al personaje de Arthur Conan Doyle, Sherlock Holmes, involucrado en un robo pseudosobrenatural. El film, considerado como la primera película policiaca, se reprodujo solamente durante 30 segundos. Inicialmente, estaba destinada a ser proyectada en los dispositivos cinematográficos llamados mutoscopios.
Viaje a la Luna, obra original de ciencia ficción de 1902 y dirigida por Georges Méliès, estaba vagamente basada en dos novelas populares de aquel entonces: De la Tierra a la Luna, de Julio Verne y Los primeros hombres en la Luna, de Herbert George Wells. El cuento de Blancanieves, la primera de las numerosas adaptaciones de los Hermanos Grimm, se lanzó en 1902 mientras que la copia más antigua que se conserva es la versión de 1916. En 1903, Cecil Hepworth y Percy Stow sacaron a la luz Alicia en el país de las maravillas, se trataba de la primera adaptación cinematográfica del libro infantil Alicia en el país de las maravillas, cuyo autor era Lewis Carroll.
La primera largometraje que se rodó enteramente en Hollywood fue El prófugo, el primer trabajo de Cecil B. DeMille, en 1914. Dicho largometraje fue el primero de las tres versiones (todas dirigidas por DeMille) basadas en la obra de Edwin Milton Royle, llamada también El prófugo.
La más famosa de las primeras adaptaciones es La avaricia (1924), de Erich von Stroheim, adaptada de la novela McTeague (1899), del escritor naturalista Frank Norris. El director tenía la intención de rodar cada elemento de la novela al más mínimo detalle, dando lugar a una épica función de nueve horas y media. Debido a la insistencia por parte del estudio, la película se redujo a dos horas y en su estreno fue considerada un fracaso. Desde entonces, se ha restablecido a más de cuatro horas y se considera una de las mejores películas que se han hecho. Un libro que se ha adaptado frecuentemente (de una forma u otra) es Cuento de Navidad, de Charles Dickens, que hasta la fecha tiene unas veinte adaptaciones cinematográficas.

## El proceso de adaptación
Desde el punto de vista legal, cuando una fuente literaria no pasa al dominio público, sus derechos deben organizarse para que la adaptación se efectúe legalmente. El plagio se ha dado en todos los géneros y durante toda la historia, pero tales violaciones de los derechos literarios se pueden impugnar en los tribunales. En el caso de las películas de Hollywood, las sentencias para el demandante pueden resolverse en millones de dólares, aunque normalmente se han empleado por hurtar de manera descarada una idea de un guion en lugar de usarlo para adaptaciones fraudulentas (véase Buchwald contra Paramount).
Debido a la importancia de contar una historia ajustada, la cual tiene un número limitado de personajes, los cuentos suelen crear mejores recursos para el material adaptable que se utiliza en las pantallas y en los escenarios, en comparación con las novelas. Con el escenario ocurre lo mismo, a excepción del público cinematográfico que suele aceptarlo y prefiere obras más conceptuales con ideas basadas en la naturaleza. Es decir, sus preferencias no solo se deben considerar al seleccionar una obra para la adaptación, sino también al determinar de qué forma se ajustaría mejor. El escenario obliga a tener unos límites físicos de tamaño y tecnología. Por eso, no todos los efectos que pueden parecer reales en la pantalla, se pueden conseguir en directo.